# 모라바

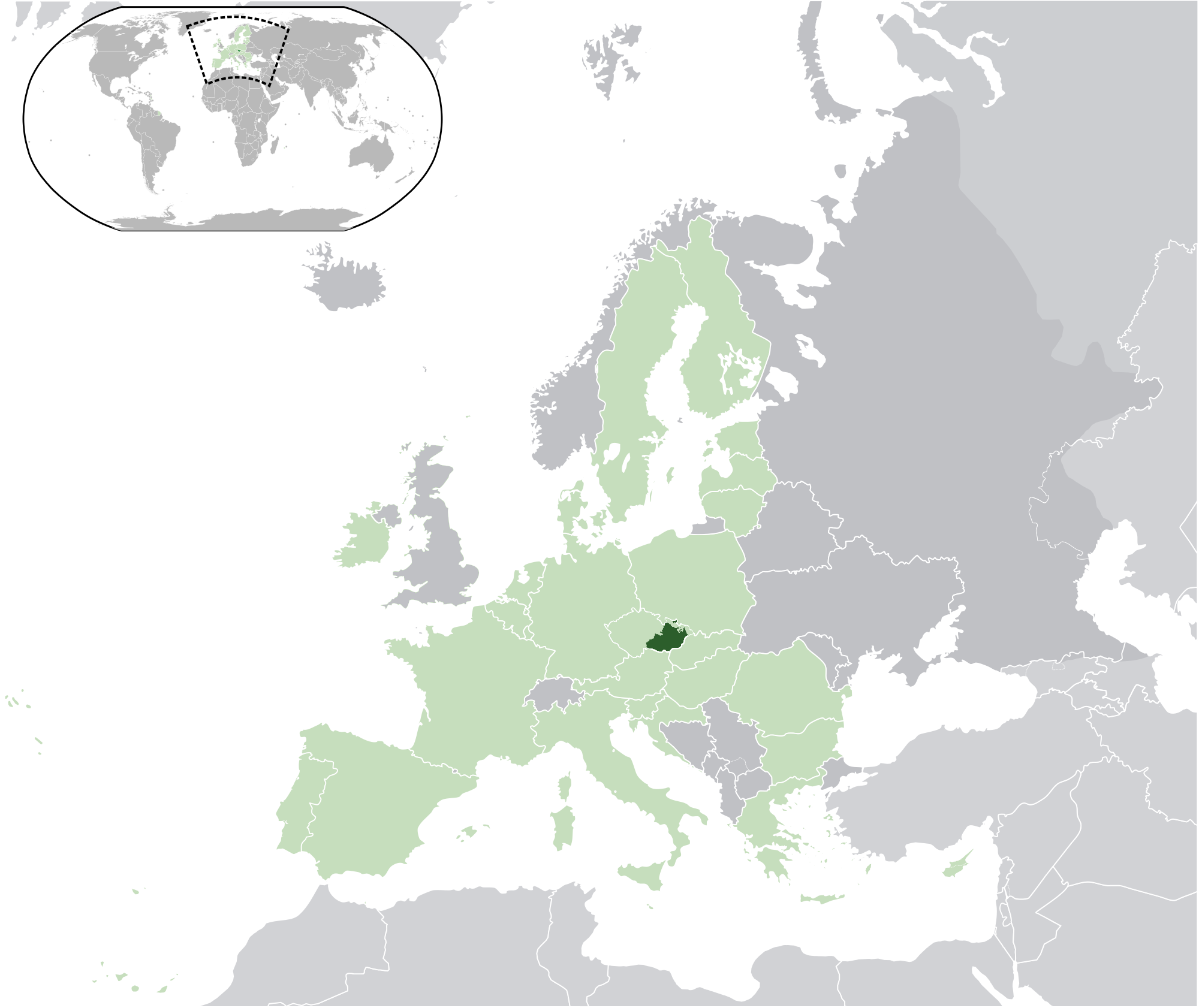
유럽 연합 내 모라비아의 위치

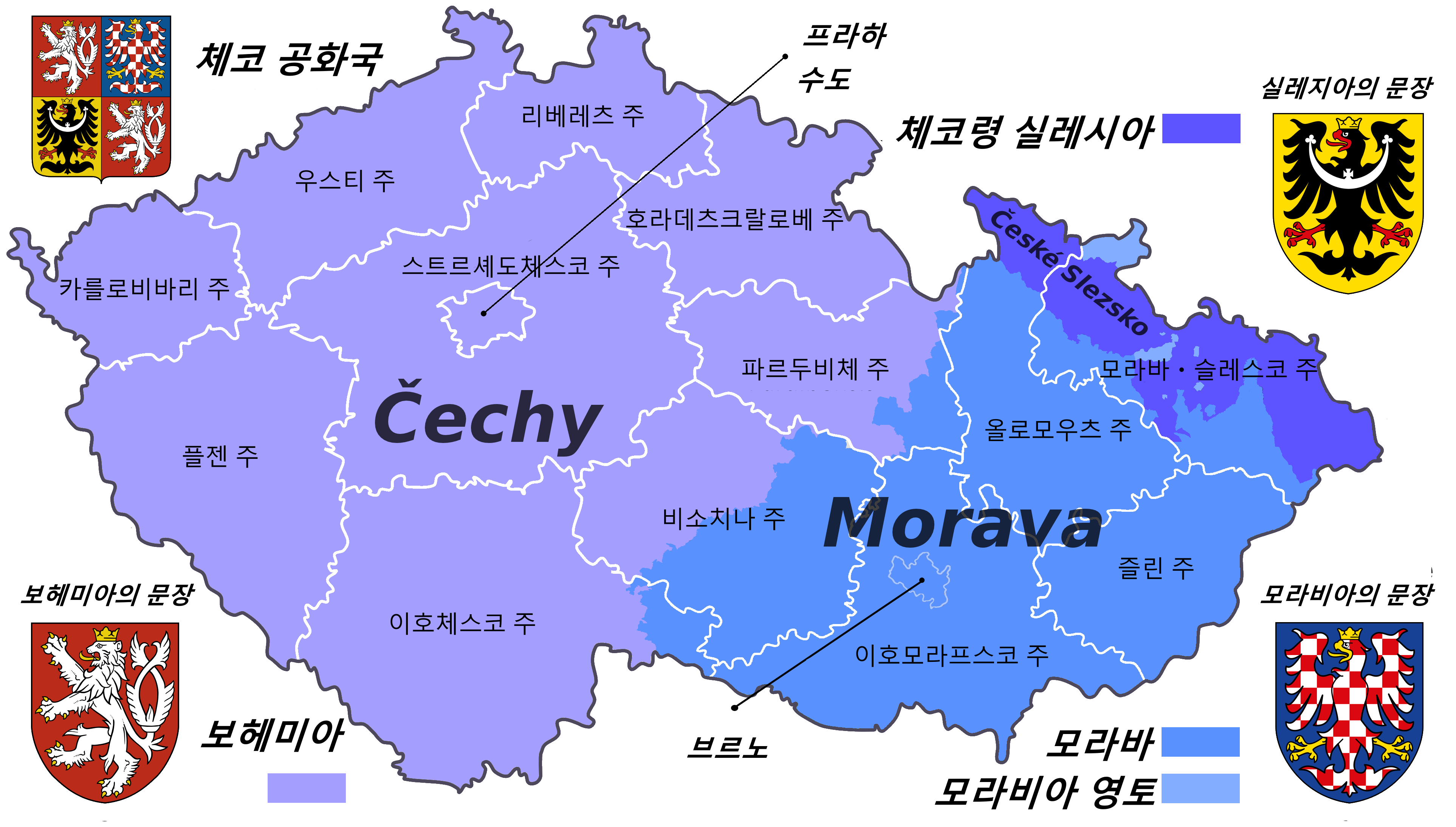
체코 영토 및 현재 행정 구역

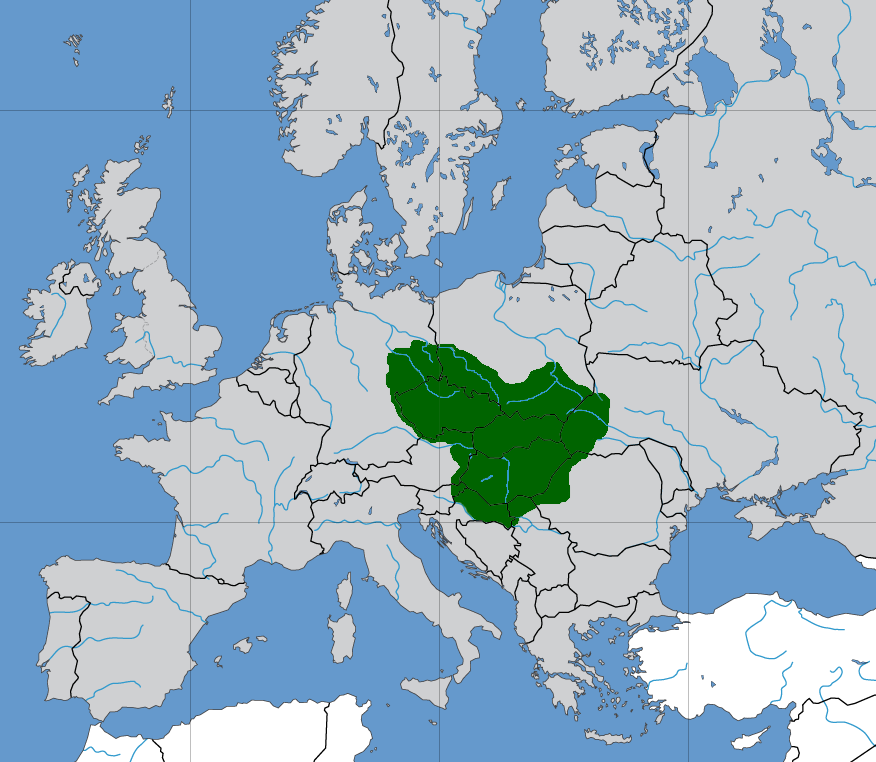
대모라바 왕국의 최대 판도

모라바(체코어: Morava, 슬로바키아어: Morava, 라틴어: Moravia 모라비아[*], 영어: Moravia, 독일어: Mähren 메렌[*], 폴란드어: Morawy 모라비[*], 헝가리어: Morvaország)는 오늘날 체코의 동쪽에 위치해 있는 역사적 지역이다. 모라바강이 이 지역을 지나간다. 한때 독일의 일부, 체코와 슬로바키아 전역, 폴란드 일부, 크로아티아 일부에 그 세력을 떨쳤던 대모라바의 중심지였고, 대모라바의 멸망 이후에 보헤미아 왕국에 복속되었고, 합스부르크 왕가 등의 통치를 거쳐 체코의 일부가 되었다.

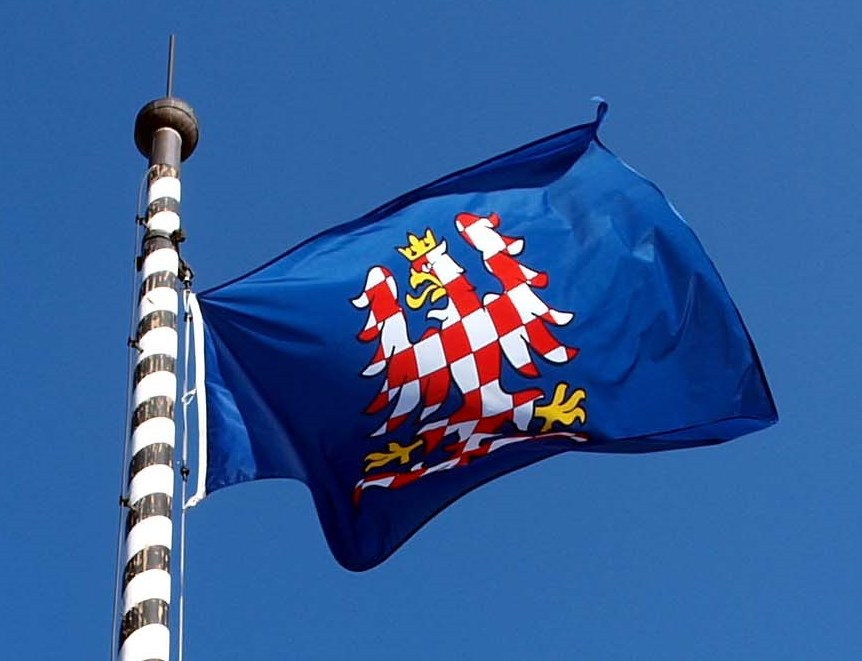
모라바의 기

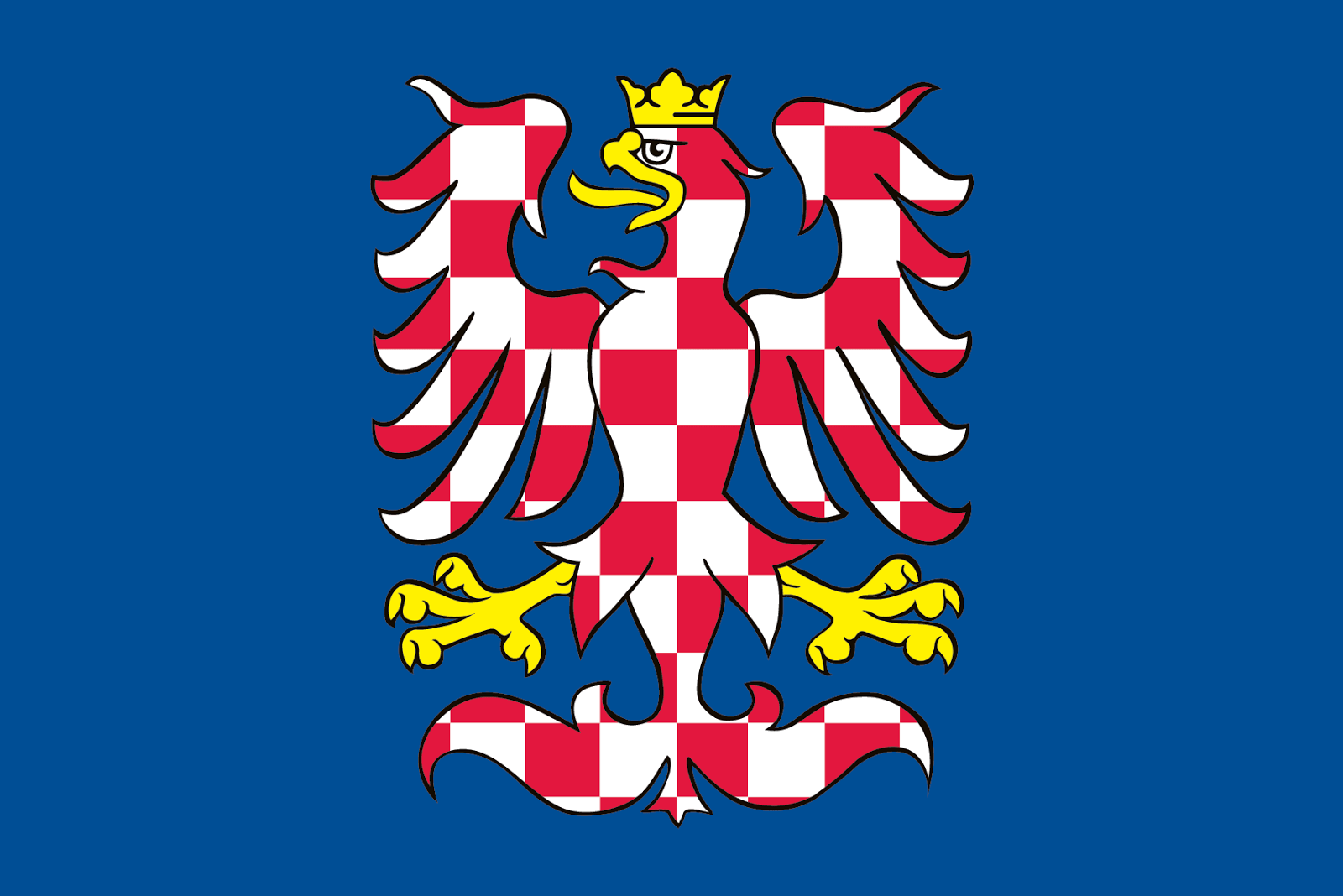
모라바의 기
모라바의 문장

## 모라바 출신의 유명인
- 밀란 쿤데라
- 쿠르트 괴델
- 조지프 슘페터
- 카를 레너
- 알폰스 마리아 무하
- 에드문트 후설
- 지그문트 프로이트
- 레오시 야나체크
- 토마시 가리구에 마사리크
- 그레고르 요한 멘델
- 요한 아모스 코메니우스

## 같이 보기
- 내셔널 지오그래픽 협회